# Petit-duc élégant
Otus elegans
Espèce
Synonymes
- Ephialtes elegans Cassin, 1852
(protonyme)

Statut de conservation UICN

 NT B2ab(ii,iii,v) : Quasi menacé
Statut CITES
Le Petit-duc élégant (Otus elegans) est une espèce d'oiseaux de la famille des Strigidae.

## Répartition
Cette espèce vit sur l'archipel Nansei, sur Lanyu au large de Taïwan, à Batanes et sur Babuyan au large de Luçon.

## Sous-espèces
D'après la classification de référence (version 14.1, 2024) de l'Union internationale des ornithologues, le Petit-duc élégant possède 4 sous-espèces (ordre philogénique) :
- Otus elegans interpositus Kuroda, Nm, 1923 ;
- Otus elegans elegans (Cassin, 1852) ;
- Otus elegans botelensis Kuroda, Nm, 1928 ;
- Otus elegans calayensis McGregor, 1904.